# Fejervarya greenii
Fejervarya greenii е вид жаба от семейство Dicroglossidae. Видът е застрашен от изчезване.

## Разпространение
Разпространен е в Шри Ланка.

## Описание
Популацията на вида е намаляваща.